# Kriegsfront

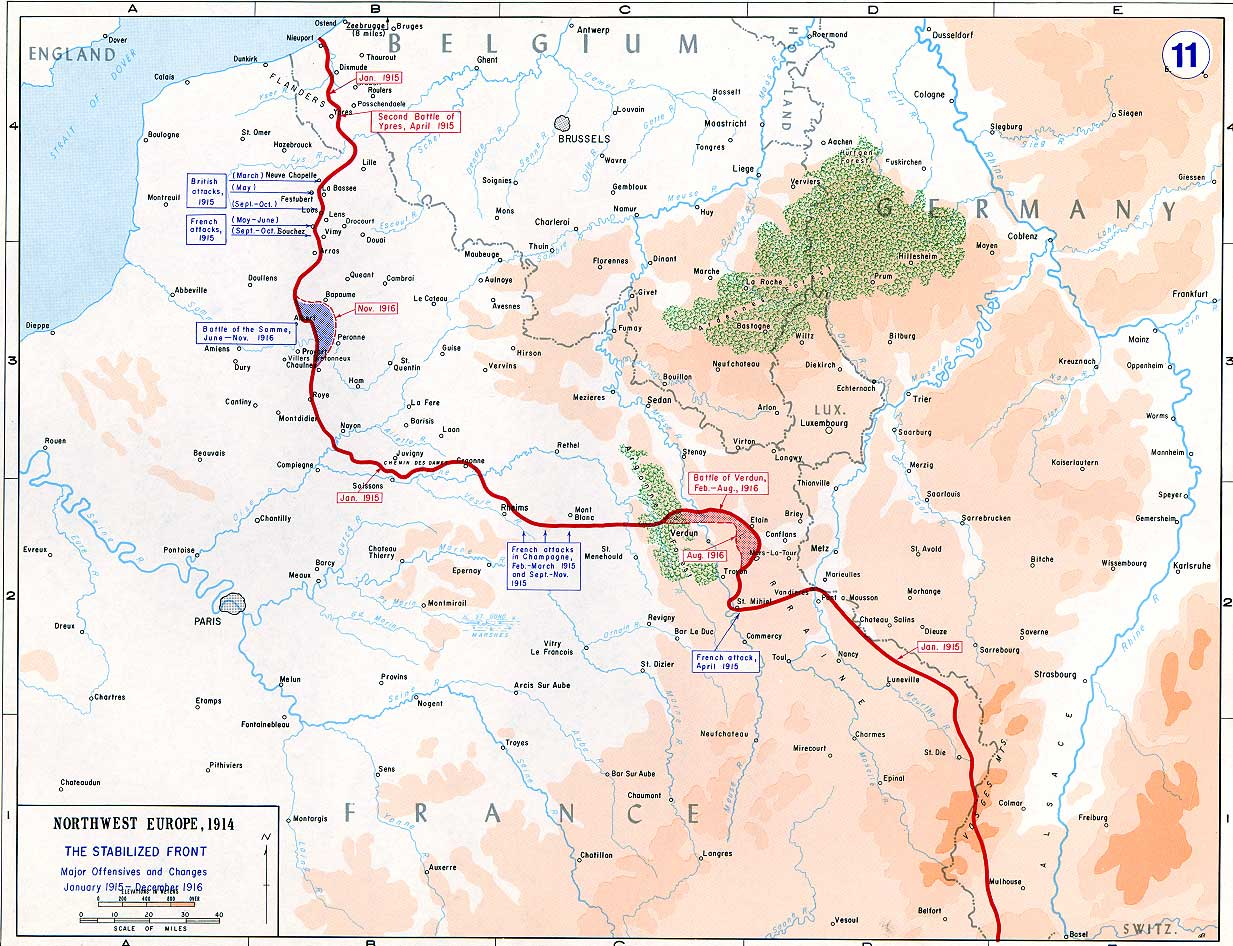
Westfront (Erster Weltkrieg)

Überfall auf Polen (1939)

Als Front bezeichnet man den von einem Truppenteil bzw. den Streitkräften eines Landes der Breite nach eingenommenen Raum zwischen den äußersten Grenzen der Flügel. Im Krieg ist es als Kriegsfront die Grenze oder Berührungslinie zwischen den einander gegenüberstehenden Streitkräften.

## Begriffsdefinition
Der Begriff wurde im 17. Jahrhundert aus dem Italienischen (fronte) über das Französische (front) ins Deutsche entlehnt und geht auf lateinisch frons (Stirn, Vorderseite) zurück. Ursprünglich nur im Festungswesen gebräuchlich (Stirnseite, dem Feind zugekehrte Seite der Truppenaufstellung oder Befestigung), nahm er im Ersten Weltkrieg, wiederum aus dem Französischen übernommen, die Bedeutung von Gefechtslinie oder Kampfzone an. Dementsprechend findet er sich in älteren Schlacht- oder Kriegsbeschreibungen nicht. Ausgehend von dem sich im Ersten Weltkrieg ausprägenden Begriffsverständnis entstanden in kurzer Zeit Ableitungen. Staaten, die sich an räumlich getrennten Stellen im Krieg befinden, führen einen Mehrfrontenkrieg (Deutschland hatte im Ersten und Zweiten Weltkrieg jeweils eine Ost- und eine Westfront). Ausgedehnte Fronten können begrifflich unterteilt werden (Alpenfront). Der zunehmenden Einbeziehung des eigenen Hinterlandes in die Kampfhandlungen (z. B. durch Bombenkrieg) wurde, auch mit propagandistischen Absichten, durch Prägung des Begriffs Heimatfront entsprochen.
Auch wenn Fronten in kartographischen Werken als Linie dargestellt werden, handelt es sich tatsächlich um Zonen von zum Teil nicht unbedeutender Tiefe. Dabei variiert das Verständnis von der Tiefe dieses Raumes je nach Führungs- oder Betrachtungsebene. Während auf nationaler Ebene die gesamte Vordere Kampfzone (NATO-Begriff: Forward Combat Zone) mit ca. 50 Kilometern Tiefe als Front bezeichnet wird, betrachten Stabsangehörige einer Division lediglich den relativ flachen Gefechtsstreifen eines Bataillons (ca. 5 Kilometer Tiefe) als "Front". Hinter der Front beginnt die Etappe, auch Versorgungsraum genannt. Dabei muss das jeweils auf der anderen, feindlichen, Seite liegende Gebiet in gleicher Tiefe ebenfalls der Front zugerechnet werden, die damit je nach Betrachtungsweise eine Tiefe zwischen 10 und 100 Kilometern hat.

## Hauptkampflinie (HKL)
Bereits im Ersten Weltkrieg wurde zur deutlicheren Unterscheidung der verschiedenen Kampfzonen der Begriff der Hauptkampflinie (HKL) geprägt, der bis 1945 im deutschen Militär üblich war. Der selbsterklärende Terminus ermöglichte es, auch sprachlich die Orte, an denen der eigentliche, hauptsächliche Kampf stattfand, unter Ausblendung aller Orte, an denen nachgeordnete, unbedeutendere Kämpfe mit eingesickertem oder eingebrochenem aber abgeschnittenem Feind stattfanden, zu einer gedachten Linie zu verbinden. In der Wehrmacht bezeichnete man den Raum vor der Hauptkampflinie als Vorfeld. In diesem war in Erwartung von Angriffen jeweils ein Bataillon je Regiment eingesetzt, während das zweite das Hauptkampffeld hinter der Hauptkampflinie besetzte und das dritte als Kampfreserve noch dahinter zur Verfügung gehalten wurde. Das Vorfeld entsprach damit dem Raum, der zwischen dem heutigen VRV und der Sicherungslinie lag. Im Laufe des Krieges ging man dazu über, diesen Raum nur noch mit Sicherungskräften und Spähtrupps zu besetzen und dafür mehr Truppen oder wenigstens einen größeren Anteil im Hauptkampffeld einzusetzen. Insbesondere die Infanterie verstärkte die HKL zur Verteidigung durch auch im offenen Gelände ausgebaute Stellungen.

## Vorderer Rand der Verteidigung (VRV)
Der Begriff des Vorderen Randes der Verteidigung ist eine Neuschöpfung der Bundeswehr. In Lagekarten wird diese als breite, schwarze Führungslinie eingetragen und mit dem Begriff Vorderer Rand der Verteidigung (abgekürzt: VRV) bezeichnet (NATO-Begriff: FEBA, Forward Edge of Battle Area). Vor Aufnahme des eigentlichen Gefechts am VRV befindet sich vor diesem noch die sogenannte Sicherungslinie (abgekürzt: SL; NATO-Begriff: FLOT, Forward Line of Own Troops) mit einem Abstand von 5 bis 10 Kilometern. Dort stehen Spähtrupps und Feldposten die vom Verband oder dem übergeordneten Großverband unmittelbar geführt werden als Sicherungstruppen, um den VRV zu verschleiern, den dort eingesetzten Truppen eine Vorwarnzeit zu verschaffen und den Feind zur vorzeitigen Entfaltung zu zwingen. Alarmposten sichern unmittelbar die Truppe bei jeder Teileinheit.
Der VRV hat als Führungslinie eine Bedeutung für die geographische Dislozierung von Kräften und für den Zusammenhang der Verteidigung. Sie dient damit als Orientierung für ungepanzerte Kampftruppen in ausgebauter Stellung, sowie für Stellungen und Wechselstellungen der Panzertruppen. Die genaue Lage des VRV sollte möglichst lange vor gegnerischer Aufklärung verschleiert werden, insbesondere da ein intensives feindliches Artilleriefeuer des Warschauer Paktes auf aufgeklärte Stellungen erwartet wurde. Das Feindfeuer sollte nach Möglichkeit ins Leere gehen, um den Zusammenhalt der Verteidigung nicht zu gefährden.
Hierzu finden Tarnung und Täuschung eine besondere Beachtung, sowie der Verzicht auf einen schematischen Aufbau der eigenen Verteidigung und einen linearen und leicht kalkulierbaren Aufbau der verteidigende Truppe.
Ziel des Verteidigers ist es, den feindlichen Angriff möglichst vor dem VRV zu zerschlagen.
Durch den Kampf in die Tiefe des Feindraumes wird der Raum, in dem das Gefecht der Kampftruppen geführt wird, als Close Combat Zone bezeichnet, mit einer Tiefenausdehnung bis zur Reichweite der jeweiligen unterstellten Artillerie. Die sich jeweils anschließende Zone gilt als Deep Combat Zone, in die zur Verzögerung und Abnutzung der Feindkräfte mit Gefechtsfeldabriegelung (BAI) gewirkt wird. Als Rear Combat Zone wird der eigene Rückwärtige (Versorgungs-)Raum bezeichnet, in der feindliche Spezialkräfte, luftgelandete, durchgesickerte oder durchgebrochene feindliche Truppen sowie Aufklärungskräfte operieren. Ziele für das Gefecht in der Tiefe des feindlichen Raumes sind Stäbe höherer Kommandobehörden, Versorgungskolonnen auf main support routes MSR, Fernmeldeeinrichtungen, Logistikeinrichtungen und besondere Gefechtsmittel sowie Geländeteile als Schlüsselgelände, Bewegungslinien und Engen sowie Geländebaulichkeiten wie Brücken.